# 声優都内観光〜マル福ツアーズ
声優都内観光〜マル福ツアーズ（せいゆうとないかんこうマルふくツアーズ）とは、スカパー!の371ch「エンタ!371」および663ch「Pigoo HD」で放送されていたバラエティ番組である。番組タイトルの「マル福」の実際の表記は○の中に福となる。
番組公式サイトでは有料での配信もされており、PCなどでの視聴も可能。バックナンバーの視聴も可能である。

## 概要
毎回1人の女性声優をゲストに迎え、ツアー案内役の福井裕佳梨が「ゲスト様がやってみたい! 行ってみたい!」という願望を叶える番組。 例外はあるが、基本的に東京都内を中心とした場所でロケが行なわれる。

## ツアータイトル・ゲスト
| 回                | 放送月（初回） | ゲスト     | ツアータイトル （要望）                                     | 主なロケ地                                                                                             |
| ----------------- | -------------- | ---------- | ----------------------------------------------------------- | --- |
| 第1回             | 2009年4月      | 戸松遥     | 「ケーキを作りたい」                                        | 杉並区阿佐ヶ谷                                                                                         |
| 第2回             | 2009年5月      | 阿澄佳奈   | 「水族館に行きたい」                                        | しながわ水族館・科学技術館                                                                             |
| 第3回             | 2009年6月      | 今井麻美   | 「福井裕佳梨を着せ替え人形にファッションコーディネート」    | - |
| 第4回             | 2009年7月      | 儀武ゆう子 | 「琉球舞踊」                                                | - |
| 第5回             | 2009年8月      | 名塚佳織   | 「クライミング」                                            | - |
| 第6回             | 2009年9月      | 松来未祐   | 「クッキングトイ」で遊びたい！                              | タカラトミー                                                                                           |
| 第7回             | 2009年10月     | 村田あゆみ | 「ボウリング・カニ・カラオケ」                              | 新宿区                                                                                                 |
| 第8回             | 2009年11月     | 牧野由依   | 「日本の伝統に触れようツアー」 （弓道・和菓子・華道）       | - |
| 第9回             | 2009年12月     | なし       | 「総集編」                                                  | - |
| 第10回            | 2010年1月      | 伊瀬茉莉也 | 「癒されようツアー」 （フットマッサージ・ドッグトレーナー） | - |
| 第11回            | 2010年2月      | 大本眞基子 | 「空を飛ぼうよツアー」 （パラグライダー）                   | - |
| 第12回            | 2010年3月      | 清水香里   | 「僕さぁ、ボクサーになりたいんだよねツアー」 （ボクシング） | 中央区月島・他                                                                                         |
| 第13回            | 2010年4月      | 大浦冬華   | 「ゾウに乗りたいゾウ!ツアー」                               | 市原ぞうの国 （千葉県市原市）                                                                          |
| 第14回            | 2010年5月      | 池澤春菜   | 「鳥を撮りに行こう!ツアー」                                 | 台東区上野動物園                                                                                       |
| 第15回            | 2010年6月      | 中島沙樹   | 「絶叫ツアー」                                              | 富士急ハイランド （山梨県）                                                                            |
| 第16回            | 2010年7月      | 片岡あづさ | 「夏だ!海だ!山だ!キャンプだ!ツアー」                        | - |
| 第17回            | 2010年8月      | 岩男潤子   | 「そばを打って、ガラス細工を作るぞツアー」                  | - |
| 第18回            | 2010年9月      | 高橋美佳子 | 「残暑が厳しいザンショ!ツアー」 （流しそうめん・水上バス）  | 港区                                                                                                   |
| 第19回            | 2010年10月     | 松岡由貴   | 「富士サファリパークツアー」                                | 富士サファリパーク （静岡県裾野市）                                                                    |
| 第20回            | 2010年11月     | 廣田詩夢   | 「妄想!お台場デートツアー」                                 | お台場・ヴィーナスフォート                                                                             |
| 第21回            | 2010年12月     | 大亀あすか | 「秋葉原探訪ツアー」                                        | 秋葉原                                                                                                 |
| 第22回            | 2011年1月      | 原田ひとみ | 「イルカに触れたい!ツアー」                                 | 八景島シーパラダイス （神奈川県横浜市）                                                                |
| 第23回            | 2011年2月      | 原紗友里   | 「ネコづくしツアー」                                        | 世田谷区豪徳寺・他                                                                                     |
| 第24回            | 2011年3月      | 斉藤佑圭   | 「斉藤佑圭さんの休日ツアー」                                | ヤマダ電機・他                                                                                         |
| 第25回            | 2011年4月      | 金元寿子   | 「横浜満喫ツアー」                                          | 赤レンガ倉庫・金香樓・よしもとおもしろ水族館・横浜マリンタワー （神奈川県横浜市）                      |
| 第26回            | 2011年5月      | 鹿野優以   | 「ものづくり&気になるカフェツアー」                         | 熊谷ガラス工房（埼玉県鳩ヶ谷市） バトラーズカフェ（渋谷区）                                            |
| 第27回            | 2011年6月      | 新井里美   | 「トルコ的な体験がしたい！ツアー」                          | トルコレストラン ウスキュダル西口店（新宿区） ZAKURO（荒川区） アーランジュ ベリーダンス教室（渋谷区） |
| 第28回 （最終回） | 2011年7月      | なし       | 「今までありがとうございましたツアー」                      | - |

## その他
PigooHDでは他の声優関連の番組である「GirlsNews〜声優」や「NaturalVoice〜81ルーム」、「つれゲー」との合同イベントも開催。「春の声優祭」として放送された。